# Sail-les-Bains
Sail-les-Bains is een gemeente in het Franse departement Loire (regio Auvergne-Rhône-Alpes) en telt 221 inwoners (2005). De plaats maakt deel uit van het arrondissement Roanne.

## Geografie
De oppervlakte van Sail-les-Bains bedraagt 20,3 km², de bevolkingsdichtheid is 10,9 inwoners per km².
De onderstaande kaart toont de ligging van Sail-les-Bains met de belangrijkste infrastructuur en aangrenzende gemeenten.

## Demografie
Onderstaande figuur toont het verloop van het inwonertal (bron: INSEE-tellingen).